# Shasta Lake (meer)
Shasta Lake (ook Lake Shasta) is een groot stuwmeer in het noorden van de Amerikaanse staat Californië. Het werd gecreëerd door de bouw van de Shasta Dam (1935-1945) op de Sacramento River. Shasta Lake is het grootste stuwmeer van Californië en het op twee na grootste meer van de staat, na Lake Tahoe en de Salton Sea.
Het meer ligt zo'n 15 km ten noorden van het regionale centrum Redding. Lakehead is een plaats aan de noordzijde van het meer. Shasta staat bekend als een populaire bestemming voor pleziervaartjes, waterskiën, kamperen en vissen. Er zijn veel woonboten op het meer. Het meer wordt omlijnd door steile heuvels begroeid met groenblijvende bomen en manzanita's.
Lake Shasta maakt deel uit van het Shasta-Trinity National Forest, een federaal beschermd gebied waartoe ook Mount Shasta behoort.

## Foto's

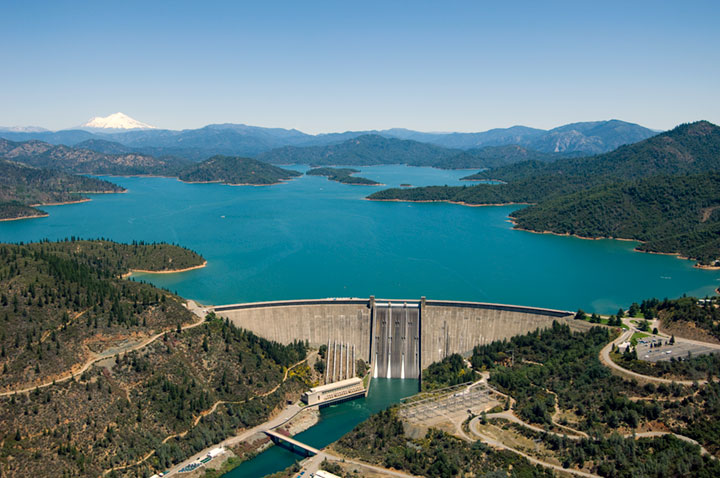
De dam en het meer met in de verte Mount Shasta
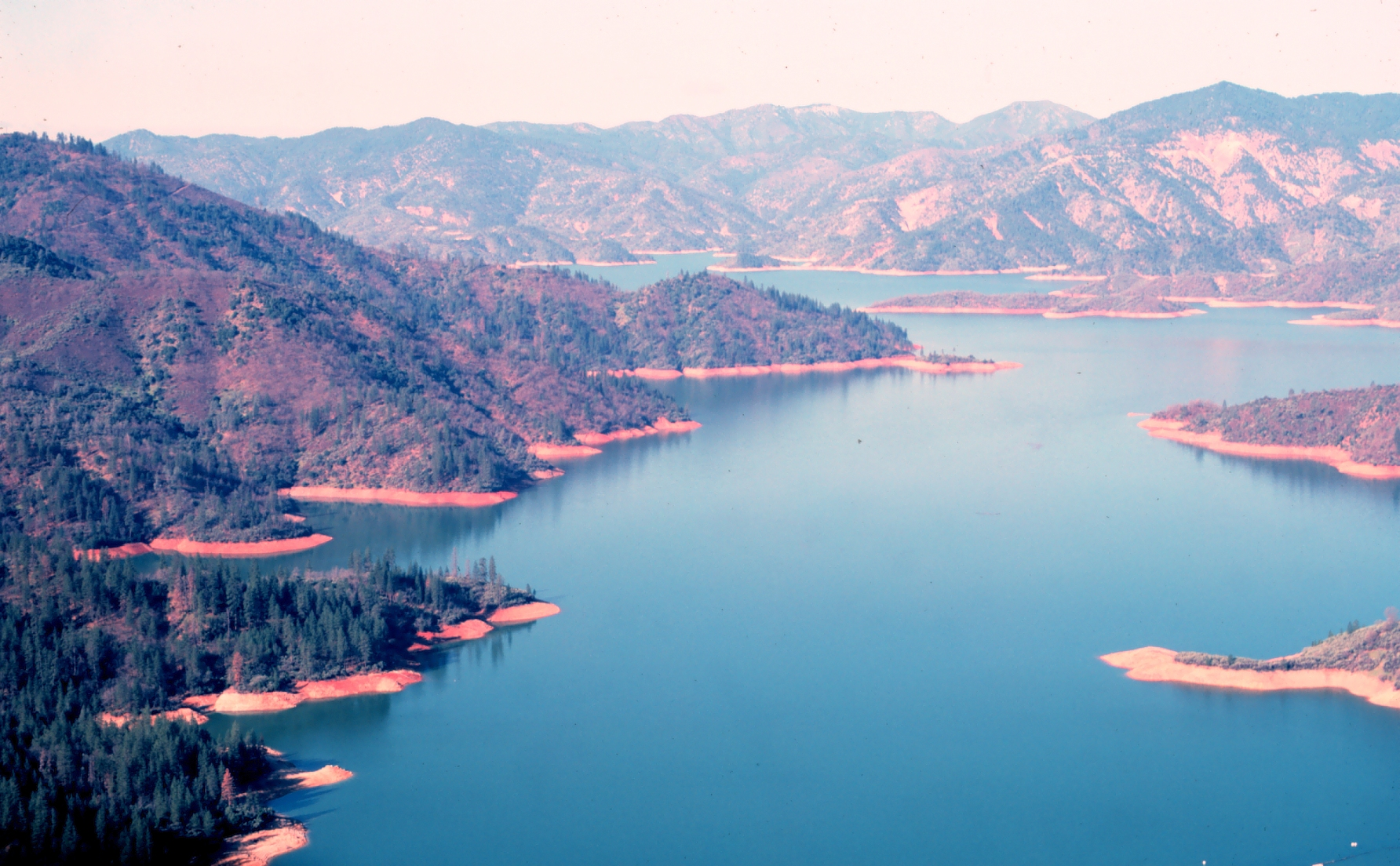
Shasta Lake in 1980